# Христо Чешмеджиев
Христо Владимиров Чешмеджиев е български актьор.

## Актьорска кариера
Роден е във Варна на 29 февруари 1968 година. Завършва през 1992 г. ВИТИЗ със специалност „актьорско майсторство за драматичен театър“ в първия клас на професор Стефан Данаилов. От същата година е на щат в Народния театър „Иван Вазов“.
Играе в различни постановки като „Бръснещ вятър“ от Ги Шели. Играе и в спектаклите „Спомен за една революция“, „Антигона“ от Софокъл, „Тартюф“, „Есенна градина“, „Човекът, който прави дъжд“, „Руи Блас“, „На дъното“, „Пигмалион“, „Лари Томпсън“, „Макбет“, „Да си вземеш жена от село“ и други. Отделно от това се снима в игрални филми.

## Кариера на озвучаващ актьор
Чешмеджиев започва да се занимава с озвучаване на филми, сериали и реклами около 1996 – 1997 г. По-известни заглавия с негово участие са „Да, г-н премиер“ (дублаж на Арс Диджитал Студио), „Наричана още“, „Щитът“, „Бригада“ (дублаж на БНТ) „4400“ (дублаж на bTV), „Шепот от отвъдното“, „Престъпления от класа“, „Модерно семейство“, „Империя“, „Братя по оръжие“ (дублаж на студио Доли), „Странното завръщане на Диана Саласар“ и други.
От 2004 г. до около 2012 г. е режисьор на дублажи в Александра Аудио, измежду които са тези на „Котката с шапка“, „Живата гора“, „Роботи“, „Мадагаскар“ и други.

## Други дейности
Преподава актьорско майсторство в Артистични школи на Културен център „След Тунела“ в София. От творческия сезон 2012 – 2013 г. той създава собствена „Театрална школа на Христо Чешмеджиев“ към Културен център „След Тунела“.

## Личен живот
Има един син.

## Филмография
- „Бина“ (1990) – Войникът
- „Сламено сираче“ (1999), 5 серии – Пепи, бащата
- „Наблюдателя“ (2001)
- „Откраднат живот“ (2016)
- „Вездесъщият“ (2017) – Бащата на Мариян